# Monumento ao Muslim Magomayev (Bacu)
Monumento ao Muslim Magomayev (em azeri:  Müslüm Maqomayevin abidəsi) é um monumento representando o cantor Muslim Magomayev e está localizado na Avenida Bacu em Bacu, capital do Azerbaijão.

## História
Em 12 de março de 2020, o presidente do Azerbaijão, Ilham Aliyev, assinou um decreto sobre a construção de um monumento ao Muslim Magomayev na cidade de Bacu. De acordo com o edital, o Poder Executivo da cidade de Baku foi instruído a realizar atividades para a construção do monumento em conjunto com o Ministério da Cultura do Azerbaijão.
A cerimônia de abertura do monumento ocorreu em 17 de agosto de 2022 na Baku Boulevard. O presidente do Azerbaijão Ilham Aliyev e o vice-presidente Mehriban Aliyeva, a esposa do cantor Tamara Sinyavskaya, Farhad Badalbayli e outros participaram da cerimônia.

## Monumento
O autor do monumento é o Artista Popular da República do Azerbaijão, escultor Omar Eldarov. O monumento é feito de bronze. Sua altura é de 2 metros. Um quadro de informações adequado com inscrições em azerbaijano e inglês é colocado em frente ao monumento.